# エイプリル・ハンター
エイプリル・ハンター（April Hunter、女性、1974年9月24日 - ）は、アメリカ合衆国のプロレスラー。ペンシルベニア州フィラデルフィア出身。

## 経歴
1999年に雑誌「PLAYBOY」のモデルとして活動した後、WCWにてnWoのマネージャーとしてプロレス界入り。
その後、プロレスラーを目指しボストンのキラー・コワルスキー道場に入門。この道場からはチャイナを輩出しており、「第2のチャイナ」と注目された。
2000年、トヨタ自動車「ファンカーゴ」のCM撮影のために初来日、日本で雑誌でヌード撮影もしていた。CM撮影には当時アルシオン所属レスラーだったバイオニックJも参加していた。
2001年よりレスラーとしてROHなどインディー団体を転戦。
2002年8月28日、旗揚げされたばかりのNWA-TNAに登場。
同年11月のNEO女子プロレスに来日。同団体が独自に招聘した初の外国人は10日の後楽園ホール大会で「ホリプロ女子プロレス軍団が結成した『赤nEo』の秘密兵器」のギミックで登場し、下田美馬と対戦した。
2003年、メジャー女子プロレスAtoZ旗揚げ戦出場のため再来日。今度は下田とタッグを組み、玲央奈&吉田万里子組と対戦、玲央奈からフォールを奪う。
映画「あゝ!一軒家プロレス」にも出演している。
2005年4月、親友である坂井澄江の呼びかけに答えサブゥー支援興行に来日。直前のZERO1-MAXにも参戦した。
2009年12月31日のTNA Impact!に登場、ローレライと組み、当時ノックアウトタッグ王者だったサリータ&テイラー・ワイルド組と対戦も敗れる。

## 得意技
- ラリアット
- スタンディング・ムーンサルト

## 獲得タイトル
- JAPWタッグチーム王座
- WEWタッグチーム王座
- USAプロ女子王座